# October (U2-Lied)
October ist der Titelsong der Rockband U2 des Albums October, das 1981 veröffentlicht wurde. Es ist eine Abweichung vom klassischen Sound von U2, da es ein ruhiges, fast instrumentales Stück ist. Es war als Hidden Track auf der Kompilation The Best of 1980-1990 enthalten.

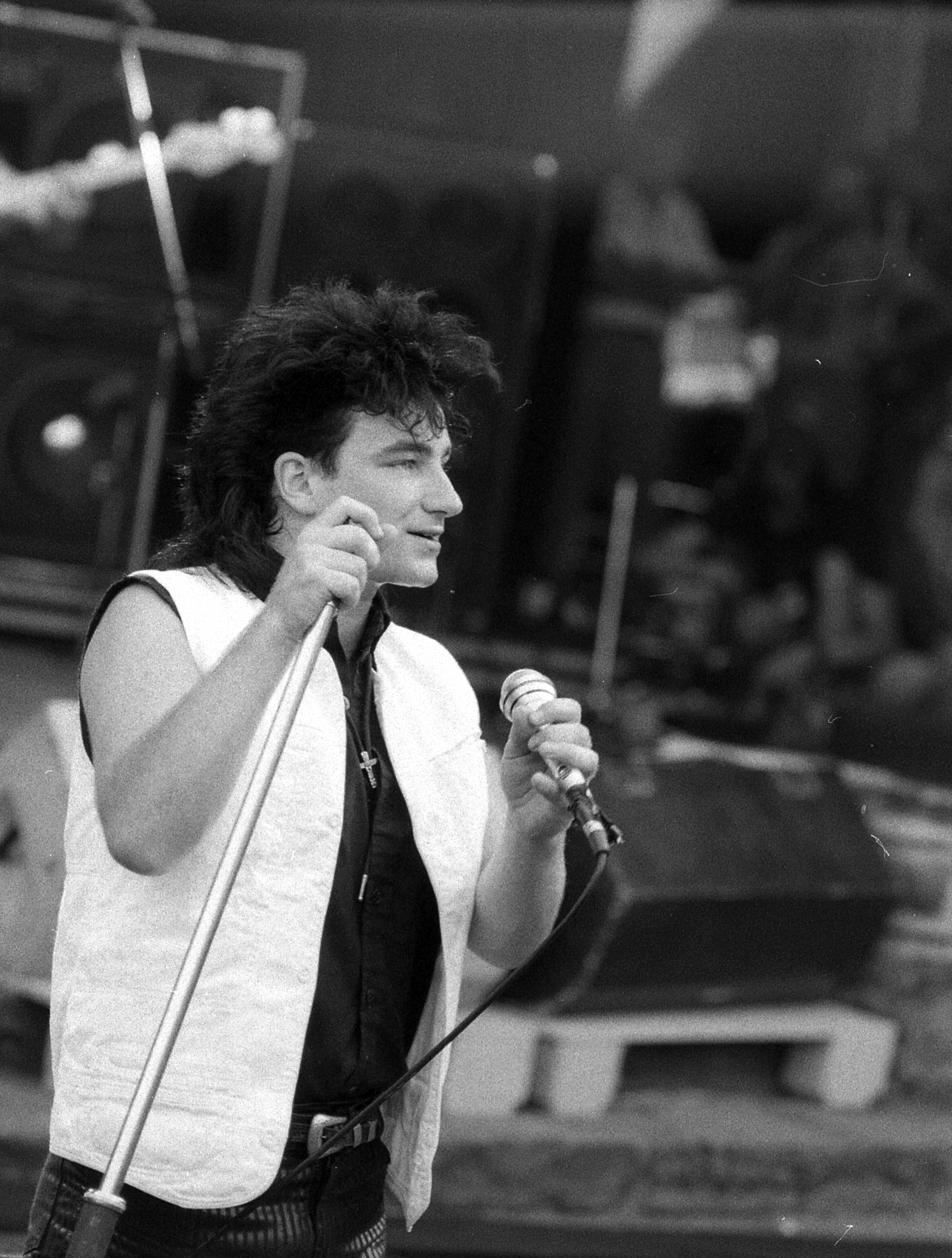
Bono (1983)

## Text und Musik
October spiegelt die spirituelle Aufruhr der Band zu der Zeit wider, als es geschrieben wurde, in der drei der Bandmitglieder damit rangen, ob die Mitgliedschaft in einer Rockband mit ihrem christlichen Glauben vereinbar sei. Leadsänger Bono sagte über "October":

„October ... es ist ein Bild. Wir haben die 60er Jahre durchlebt, eine Zeit, in der die Dinge in voller Blüte standen. Wir hatten Kühlschränke und Autos, wir schickten Menschen auf den Mond und jeder dachte, wie großartig die Menschheit ist. Und jetzt, in den 70er und 80er Jahren, ist es eine kältere Zeit. Es ist nach der Ernte. Die Bäume sind kahl. Man kann Dinge sehen und wir erkennen endlich, dass wir vielleicht doch nicht so schlau sind, jetzt, wo es Millionen von Arbeitslosen gibt, jetzt, wo wir die Technologie, mit der wir gesegnet wurden, dazu benutzt haben, Bomben für Kriegsmaschinen zu bauen, Raketen zu bauen, was auch immer. Also ist 'Oktober' ein unheilvolles Wort, aber es ist auch ziemlich lyrisch.“

Der U2-Gitarrist The Edge spielt auf dem Stück Klavier, obwohl er als Teenager aufgehört hatte, Klavier zu spielen. Der Autor John D. Luerssen beschreibt den Klavierpart als "eine der beständigsten und meditativsten Klavier-geprägten Melodien von U2" und sieht in der düsteren Stimmung eine Reflexion der jüngsten Erfahrungen von The Edge, der auf Tournee in Europa unter grauem Himmel spielte.

## Liveversionen

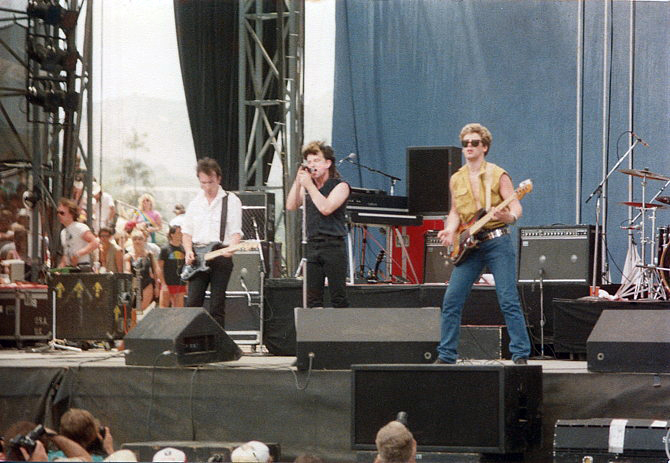
U2 (1983)

October hatte sein Live-Debüt am 16. August 1981 und diese Aufführung enthielt einen ausgedehnten, ausschweifenden Text von Bono, der danach nicht mehr verwendet wurde. Es war ein fester Bestandteil der Setlist für die October Tour und folgte auf I Fall Down, ein weiterer Song des October-Albums, auf dem The Edge Klavier spielte. 1982 wurde der Song bei den Konzerten, bei denen U2 die J. Geils Band unterstützte, nicht mehr gespielt.
Er ist einer der drei Songs von October, die nach der Unforgettable Fire Tour live gespielt wurden; die anderen sind Gloria und Scarlet.

## Coverversionen
Es gibt eine Coverversion Rosetta Stone (1999) und eine von The Divine Comedy (2005).